# Лопес, Мигель Анхель (футболист)
Миге́ль А́нхель Ло́пес Эла́ль (исп. Miguel Ángel López Elhall; 1 марта 1942, Тичино, Кордова — 7 июля 2025, Барранкилья, Колумбия), более известный как Эль Сурдо (с исп. — «Левша») — аргентинский футболист и тренер.

## Карьера игрока
Лопес дебютировал в «Эстудиантесе», в 1961 году перешёл в «Феррокарриль Оэсте», откуда получил вызов в сборную Аргентины. Позже был отдан в аренду в «Ривер Плейт», где три раза становился вице-чемпионом Аргентины с 1968 по 1970 год. В 1971 году Лопес перешёл в «Индепендьенте», где провёл лучшие годы в качестве игрока.
Сурдо стал чемпионом с «Индепендьенте» в 1972 году, выиграл свой первый Кубок Либертадорес после победы над «Университарио» и Межамериканский кубок в Гватемале, но проиграл в финале Межконтинентального кубка «Аяксу» со счётом 0:3.
В 1973 году стал обладателем Межконтинентального кубка, обыграв «Ювентус», в котором выступали такие игроки, как Дино Дзофф, Роберто Беттега, Антонелло Куккуредду, Франко Каузио, Жозе Алтафини, Сандро Сальвадоре и другие. В 1974 году Лопес выиграл как Кубок Либертадорес, так и Межамериканский кубок. Параллельно Лопес успешно выступал в сборной.
В 1975 году завоевал четвёртый Кубок Либертадорес и после этого попрощался с аргентинским футболом, выиграв в общей сложности восемь разных титулов. Лопес переехал в Колумбию, где стал выступать в «Атлетико Насьонале» и в 1976 году выиграл чемпионат Колумбии.

## Тренерская карьера
Лопес продолжил работать с «Атлетико Насьоналем» уже в качестве тренера в 1977—1978 годах. В 1979 году перешёл в «Архентинос Хуниорс», где выступал молодой Диего Марадона. Команда в том сезоне заняла второе место. В 1980 году с «Индепендьенте» Лопес завоевал свой первый титул в качестве тренера, выиграв турнир «Вилья де Мадрид».
В 1982 году Сурдо вернулся в «Атлетико Насьональ», но вскоре возглавил «Боку Хуниорс». С этой командой он поработал всего один год, но сумел выиграть Кубок Мар-дель-Платы. В 1984 году перешёл в мексиканскую «Америку», где ему удалось выиграть чемпионат и кубок в сезоне 1984/85. В 1988 году Лопес вернулся в Аргентину, где возглавил «Феррокарриль Оэсте» — клуб, в котором он когда-то играл.
Лопес вернулся в Колумбию в третий раз, возглавив «Атлетико Хуниор», команда шла первой в турнирной таблице и впервые вышла в финальный тур, который был приостановлен Колумбийской федерацией футбола.
В 1990 году Сурдо переехал в Мексику, где возглавил «Гвадалахару». В сезонах 1989/90 и 1990/91 он вывел команду в полуфинал Кубка. В сезоне 1994/95 он перешёл в «Сантос Лагуну», став третьим тренером в сезоне после Педро Гарсии и Мартина Иббарехе. В 1995 году Лопес вернулся в Аргентину, возглавив «Индепендьенте» в битве за Суперкубок Либертадорес. В финале соперником стал «Фламенго». По итогам двух матчей с общим счётом 2:1 победу одержала аргентинская команда. После этого триумфа Лопес вернулся в Мексику, возглавив «Толуку» в сезоне 1995/96.
Лопес работал с ещё несколькими клубами в Мексике — «Леоном», «Сантосом Лагуной», «Атлетико Селайя» и «Пуэблой». В 1999 году он вернулся в Колумбию, вновь возглавив «Хуниор», а в 2000 году стал работать с клубом из Саудовской Аравии «Аль-Ахли» (Джидда).
В 2003 году Лопес отправился в Испанию тренировать команду «Бадахос» из Сегунды, но в 2004 году вернулся в «Хуниор». В 2006 году Сурдо стал работать с «Арсеналом» из Саранди.
В 2007 году тренер в шестой раз возглавил «Хуниор», но провёл очень плохой сезон, после чего перешёл в «Бояку Чико». В мексиканской Апертуре 2009 года вывел «Сан-Луис» в четвертьфинал.
В сезоне 2011 года аргентинец работал помощником Алекса Агинаги в эквадорской «Барселоне». Затем тренировал аргентинский «Алумни» из третьего дивизиона. В 2013—2014 годах вновь работал в «Хуниоре».

## Смерть
Умер 7 июля 2025 года на 84-м году жизни в городе Барранкилья, Колумбия.

## Титулы
В качестве тренера
- Чемпион Мексики (2): 1984/85, 1985
- Чемпион Колумбии (1): Финалисасьон 2004
- Обладатель Кубка чемпионов КОНКАКАФ (1): 1992
- Обладатель Суперкубка Либертадорес (1): 1995